# Bibio rubicundus
Bibio rubicundus är en tvåvingeart som beskrevs av Wulp 1884. Bibio rubicundus ingår i släktet Bibio och familjen hårmyggor. Inga underarter finns listade i Catalogue of Life.